# Gerbilliscus vicinus
Gerbilliscus vicinus — вид гризунів родини мишевих (Muridae).

## Таксономічні примітки
Таксон відокремлено від G. robustus.

## Поширення
Кенія, Танзанія.